# استوديوهات والت ديزني
استديوهات والت ديزني للترفيه (بالإنجليزية: Walt Disney Studios)‏ هو جهاز لتوزيع وإنتاج تابع لشركة والت ديزني المتعددة الجنسيات. تعتبر واحدة من خمسة أقسام الشركة وقلبها النابض.
اسم بوينا فيستا يرجع إلى شارع من استوديوهات ديزني، حيث لازال يقع مقر ديزني، في 500 بوينا فيستا درايف في بربانك، كاليفورنيا.
وعلى الرغم من مرور أكثر من 50 سنة على وجودها، لم يتم التعرف على شركة بوينا فيستا ككيان لشركة والت ديزني. ليتقرر عام 2007 إعادة تسمية جميع العناصر المختلفة بوينا فيستا إلى استديوهات والت ديزني.